# 2014년 아시안게임 육상 남자 100m
2014년 아시안 게임 육상 남자 100m 경기는 2014년 아시안 게임 육상의 세부 종목 중 하나이며, 9월 27일부터 9월 28일까지 대한민국 인천광역시에서 진행되었다. 15개국의 26명의 선수가 출전하였으며, 경기는 인천아시아드주경기장에서 진행되었다.

## 일정
모든 시간은 대한민국 표준시(UTC+09) 기준
| 날짜                   | 시간  | 경기     |
| ---------------------- | ----- | -------- |
| 2014년 9월 27일 토요일 | 18:55 | 1라운드  |
| 2014년 9월 28일 일요일 | 19:00 | 준결승전 |
| 2014년 9월 28일 일요일 | 21:00 | 결승전   |

## 기록
| 세계 기록   | 우사인 볼트 (JAM)     | 9.58  | 독일 베를린 | 2009년 8월 16일  |
| 아시아 기록 | 새뮤얼 프란시스 (QAT) | 9.99  | 요르단 암만 | 2007년 7월 26일  |
| 대회 기록   | 이토 고지 (JPN)       | 10.00 | 태국 방콕   | 1998년 12월 13일 |